# PCマガジン
『PCマガジン』（ピーシーマガジン）は、かつてラッセル社が発行、新紀元社が発売していたコンピュータ関連雑誌。現在は廃刊。

## 概要
1981年に創刊されたタブロイド紙『The Micro CommuniCation for NEC PC series』を前身とし、1983年5月号より『PCマガジン』の名称で月刊雑誌として創刊。
基本的にはNEC製のパソコンに特化した編集内容で、当時の日本ソフトバンクが発行する『Oh!PC』と競合する。ハードウェア、技術情報、周辺機器情報等が主たる記事だが、発売前のゲームソフト情報が掲載される「○遅ソフト通信」コーナーは、掲載されるのはプレッシャーとなるというソフトハウスの声も当時寄せられていた名物コーナーであった。また、読者にソフトを懸賞形式でプレゼントし読者からのレビューを募るなど、ゲーム関連の記事も少なからず掲載されていた。
主なライターとして、日高徹が「新日本プログラミング」と銘打って連載記事を寄稿している。
1991年、休刊（1991年10月号、事実上の廃刊）。

## 姉妹誌
- MICRO[マイクロ]